# Nanolitografie
Nanolitografie je odvětví nanotechnologie, které se zabývá studiem a přípravou struktur v nanometrovém rozlišení, tedy objekty, jejichž alespoň jeden rozměr leží v oblasti od velikosti atomu do 100 nm. Nanolitografie se používá při výrobě špičkových integrovaných obvodů nebo mikroelektromechanických systémů (MEMS) respektive nanoelektromechanických systémů (NEMS) .

## Optická litografie
Optická litografie, která je převažující šablonovací technikou od příchodu polovodičové éry, může vyrábět šablony s rozlišením pod 100 nm při použití velmi krátké vlnové délky (aktuálně 193 nm). Většina expertů se domnívá, že tradiční optické litografické metody nebudou cenově efektivní pod 22 nm. V té době by optická litografie mohla být nahrazena litografickou technikou další generace.

## Další nanolitografické techniky
- Dvojité šablonování je metoda pro zlepšení rozlišení roztečí. Tato metoda zvyšuje hustotu zápisu tak, že nové linky se zapisují mezi již připravené linky ve stejné vrstvě. Metoda je flexibilní, protože může být využita při kterékoli expoziční nebo šablonovací technice. Šířka linek se zmenšuje jinými než litografickými technikami jako je leptání nebo oddělovače hran.

- Elektronová litografie s přímým zápisem je nejpoužívanější nanolitografickou technikou. Pro zápis čar se využívá svazku elektronů - typicky do polymerního rezistu jako například PMMA.

- Extrémní UV litografie (EUV) je forma optické litografie využívající ultrakrátké vlnové délky (13,5 nm). Je to nejpopulárnější litografická technika další generace.

- Pokračují práce na zařízeních pro bezmaskovou litografii. Používají se mikrozrcátka pro přímé směřování odraženého světla bez nutnosti maskování pomocí šablony. Propustnost (produktivita) je samozřejmě nízká, ale vyloučení nákladů spojených s výrobou masek - které rostou exponenciálně s každou novou technologickou generací - znamená, že takovýto systém může být cenově efektivnější pro kusovou výrobu nejmodernějších obvodů například ve výzkumných laboratořích, kdy produktivita není prioritou.

- Rentgenová litografie může být rozšířena do optického rozlišení 15 nm při použití krátké vlnové délky osvitu 1 nm. Tato technika je vyvinuta do stupně dávkového zpracování.

- Litografie nabitými částicemi

- Litografie neutrálními částicemi

- Nanoimprint litografie (NIL)

- Litografie skenovací sondou (SPL)

- Magnetolitografie (ML)